# The Offspring
The Offspring è un gruppo musicale punk rock statunitense formatosi a Garden Grove, California, nel 1984.
Sono spesso citati, insieme a Green Day, blink-182 e Rancid, per aver contribuito a reinterpretare le prime sonorità punk rock in chiave moderna negli anni novanta. Hanno venduto più di 36 milioni di dischi attraverso dieci album in studio, tre compilation, tre EP e tre DVD, diventando una delle band punk che ha venduto di più di tutti i tempi.
Il gruppo è considerato tra i maggiori esponenti ed eredi dell'hardcore melodico classico californiano dell'inizio degli anni ottanta, ciò nonostante sia il notevole successo commerciale e sia le sonorità talvolta leggere. Sono riusciti ad avere una grande influenza verso diversi gruppi formatisi successivamente, grazie anche alla Nitro, etichetta discografica di proprietà sia del cantante Dexter Holland sia dell'ex bassista Greg K.
I primi due album del gruppo, usciti il primo sotto etichetta Nemesis ed il secondo sotto Epitaph, narrano di tematiche politiche in chiave melodica che non riscuotono molto successo. Dall'album Smash, il quale detiene il record di vendite per un'etichetta discografica indipendente, Epitaph, la band ha abbandonato queste tematiche riuscendo a conoscere un forte successo commerciale attraverso singoli quali Come Out and Play e Self Esteem. I tre album successivi, Ixnay on the Hombre, Americana e Conspiracy of One, usciti sotto etichetta Columbia, hanno spostato leggermente il suono della band verso elementi pop punk ma comunque hanno ottenuto discreto successo.
Durante il 2003 il batterista storico Ron Welty decise di lasciare la band per seguire il suo progetto parallelo degli Steady Ground ed al suo posto venne reclutato Atom Willard. Il 1º dicembre 2003 venne pubblicato in Italia l'album Splinter il quale riportò il suono del gruppo verso un punk veloce e arrabbiato, con punte di hardcore e metal e con influenze pop punk ridotte rispetto al passato. Due anni dopo la pubblicazione avvenuta nel 2005 del primo Greatest Hits della band, Atom Willard lasciò la band per dedicarsi al progetto degli Angels & Airwaves ed al suo posto venne ingaggiato Pete Parada.
Nella creazione dell'ottavo album in studio, la band è stata impegnata per quasi due anni. Rise and Fall, Rage and Grace è stato distribuito in Italia a partire dal 13 giugno 2008. Il 26 giugno 2012 è stato pubblicato il nono album in studio, Days Go By. Durante il 2018 il bassista storico Greg K ha lasciato il gruppo in seguito a degli attriti con Dexter Holland e Noodles, venendo sostituito da Todd Morse. Dopo nove anni di attesa, il 16 aprile 2021 viene pubblicato il decimo album Let the Bad Times Roll. Il 3 agosto seguente il batterista Pete Parada viene licenziato dal gruppo perché impossibilitato a vaccinarsi contro il SARS-CoV-2. Il 13 maggio 2023 viene annunciato Brandon Pertzborn come nuovo batterista ufficiale. L'11 ottobre 2024 è stato pubblicato l'undicesimo album in studio Supercharged.

## Storia del gruppo

### Gli inizi,The OffspringeIgnition(1984-1994)
La band si formò nel 1984 grazie a Bryan Keith "Dexter" Holland (ex chitarrista dei Clowns of Death) ed a Greg Kriesel. Presero la decisione di formare il gruppo all'esterno di un locale di Irvine una sera in cui suonavano gli eroi punk locali, i Social Distortion, dove entrambi non furono fatti entrare. Maledirono tutti e due la serata e decisero di formare una band punk.
Nel primo periodo la band si faceva chiamare Manic Subsidal e vi furono parecchi avvicendamenti tra i componenti del gruppo. Inizialmente era formato da Doug Thompson alla voce, Kevin Wasserman (meglio conosciuto come Noodles dei Clowns of Death) alla prima chitarra, Dexter Holland alla seconda chitarra, Greg K al basso e Jim Benton alla batteria. Con questa formazione, sotto il nome di Manic Subsidal, pubblicarono solo una canzone, Hopeless, contenuta nella compilation We Got Power, Vol. 2: Party Animal del 1984. Thompson lasciò la band dopo un mese dalla pubblicazione della compilation e Dexter prese il suo ruolo come cantante. Poco dopo anche Jim Benton lasciò la band ed al suo posto come batterista subentrò James Lilja, anche lui ex membro dei Clowns of Death.
Nel 1986 cambiarono il nome in The Offspring e registrarono il loro primo singolo, I'll Be Waiting/Blackball, sotto l'etichetta Black Label Records. La Black Label Records degli Offspring in realtà non esiste come casa discografica: è un adattamento "discografico" di un nome di una marca di birra che i membri della band usavano bere e che hanno utilizzato per far credere di essere stati contrattualizzati da una casa discografica per poter diventare più appetibili in futuro alle case discografiche reali. La formazione che incise questo singolo comprendeva Holland alla voce, Noodles (che era un bidello della scuola superiore di Greg K e di Holland e nella quale continuerà a lavorare fino al 1994, entrato nel gruppo per poter procurare alcolici ai componenti della band che non avevano ancora raggiunto l'età legale) alla chitarra, Greg K al basso e James Lilja alla batteria.
James Lilja però abbandonò la batteria pochi mesi dopo l'uscita di I'll Be Waiting/Blackball per seguire una carriera da ginecologo. Venne sostituito nel 1987 dal sedicenne Ron Welty, ex membro dei Fuck Quality X-Rays, il quale rimarrà nella band fino al 2003.
Durante il 1988 venne pubblicata la demo Tehran la quale, nel 1989, aiutò il gruppo a trovare un accordo con la piccola etichetta Nemesis Records con la quale vennero contrattualizzati. Nello stesso anno con il produttore Thom Wilson realizzarono l'album The Offspring, il quale venne realizzato in 3 000 copie sotto Nemesis e solamente in vinile. Verrà ristampato successivamente in cd nel 1995 sotto etichetta Nitro. All Music Guide ha descritto così l'album:
Nel 1991, sempre con Thom Wilson e sempre con label Nemesis, gli Offspring produssero l'EP Baghdad. Questo EP fu di vitale importanza per riuscire a firmare un contratto con la Epitaph Records, etichetta fondata da Brett Gurewitz dei Bad Religion. Gurewitz pensava che gli Offspring non rientrassero nella categoria di band che la Epitaph produceva. Ma l'EP Baghdad lo convinse a far fare loro una prova. La band allora entrò in studio di registrazione, e nel 1992 venne prodotto il secondo album, Ignition, che uscì nell'ottobre dello stesso anno.
Ignition non contiene canzoni popolari ma mostra a partire dalla prima traccia, Session (scritta da Dexter in collaborazione con sua moglie), fino all'ultima, Forever and a Day, sia una certa solidità sia quello che gli Offspring sanno fare:
L'album vendette un milione di copie e la band passò poi i successivi due anni in tour con gruppi come Pennywise, Lunachicks e NOFX.

### Il primo successo conSmasheIxnay on the Hombre(1994-1997)

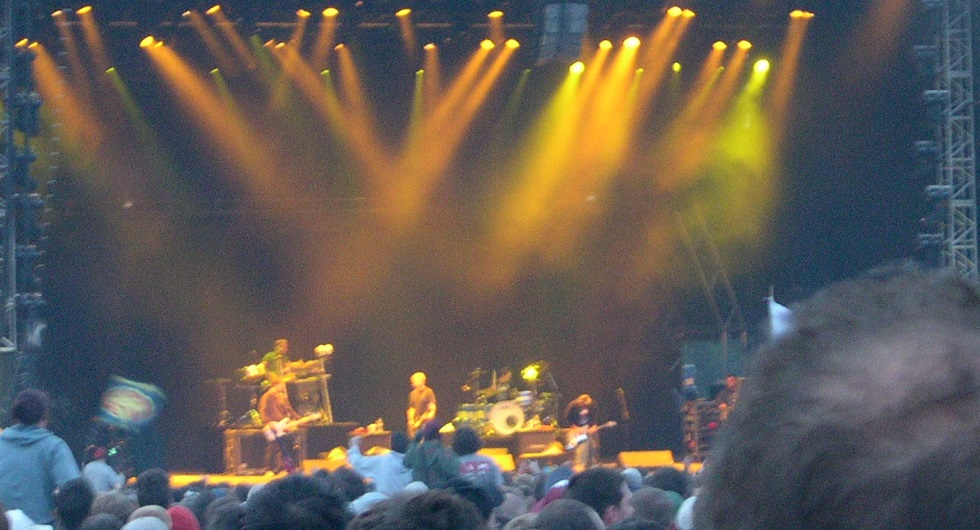
La band in concerto a Leeds, nel 2004

Al loro ritorno in studio, gli Offspring realizzarono nell'aprile del 1994 l'album Smash, che superò di gran lunga il record di vendite da parte di una band che non era sotto contratto con una major; il limite era fermo a 8 milioni di copie, mentre Smash ha spinto il limite ad oltre 11 milioni. Grazie a singoli quali Come Out and Play (Keep 'Em Separated), (il quale narra delle violenze dentro i campus universitari) che è stato il primo singolo del gruppo a raggiungere la vetta della classifica Alternative Airplay stilata da Billboard, Self Esteem e Gotta Get Away, gli Offspring insieme ai Green Day, ai blink-182 ed ai Rancid, rivitalizzarono la nuova generazione della scena punk che si andava formando in quel periodo.
Smash è stato descritto come: 
La rivista inglese Kerrang! ha collocato l'album sia alla posizione numero 54 dei 100 album d'ascoltare prima di morire sia alla posizione numero 5 nella classifica dei migliori 50 album punk di sempre. Smash inoltre si classificò alla posizione numero 4 nella classifica degli album Billboard 200.
Con Come Out and Play entrò nella band Chris "X-13" Higgins, il quale suonerà con il gruppo fino al 2008. Higgins è un personaggio familiare della band, famoso grazie alle sue partecipazioni in Come Out and Play (nella quale urla You Gotta Keep 'Em Separated!), Pretty Fly (for a White Guy) (con la presenza delle bambole nei concerti), Why Don't You Get a Job? (recitando nel video) ed in The Kids Aren't Alright (come terza chitarra).
Molte cose successero dopo l'uscita di Smash. Grazie ai maggiori incassi dovuti al successo dell'album, la band comprò i diritti del loro primo album. Dexter e Greg crearono sempre durante il 1994 una loro etichetta discografica, la Nitro Records, e iniziarono a mettere sotto contratto varie band. Uno dei primi album che uscirono etichettati Nitro Records, fu la ristampa del loro primo lavoro The Offspring nel 1995 su CD. L'album era stato stampato in un numero limitato di copie e l'unica maniera per averlo a quel tempo era quella di acquistarlo a caro prezzo attraverso i venditori di vinili rari. La Nitro Records mise sotto contratto alcune delle punk band locali più rappresentative, come a suo tempo fece la Epitaph con loro. Tra queste band si possono ricordare gli AFI, i Vandals e i Guttermouth.
Dopo Smash, il produttore del disco Thom Wilson ricoprì una carica più manageriale rispetto al passato, aiutando la band ad ottenere una maggiore approvazione tra il pubblico. Dopo due anni passati in tour, Wilson però divenne molto critico nei confronti della band, soprattutto sulla direzione musicale che la band stava prendendo, e decise quindi di farsi da parte.
Nel 1996 la band annunciò il divorzio dalla Epitaph. Dexter e Noodles ne hanno spiegato le cause sia attraverso una lettera inviata mediante la mailing list del sito ufficiale, sia tramite interviste:
(Dexter Holland)
La band firmò quindi per la Columbia Records, major di proprietà della Sony Music. Questo portò forti critiche al gruppo, il quale venne definito "venduto", anche se dalla Columbia ottenne un contratto meno remunerativo rispetto a quello stipulato con Epitaph e la promessa di una maggior libertà artistica.
Nei primi mesi del 1997, dopo tre anni dal precedente lavoro, esce Ixnay on the Hombre, album che nonostante non abbia riscosso un buon successo come Smash vende oltre 3 milioni di copie e raggiunge la posizione numero 9 nella Billboard 200. Questo lavoro è distante dalle tematiche politico-punk dei primi due album del gruppo e da Smash e mostra delle prime influenze pop punk, anche se mischiate a tracce hardcore. I singoli estratti da questo album furono quattro, precisamente All I Want, Gone Away, The Meaning of Life ed I Choose.

Sull'album il Los Angeles Times scrisse:
Dexter Holland invece non la pensava in questo modo: in una successiva intervista per il DVD Complete Music Video Collection, ha affermato che Ixnay on the Hombre non venne ben accettato dai fan perché fu visto come un esperimento commerciale, mentre loro si aspettavano una specie di Smash II.

### AmericanaeConspiracy of One(1998-2002)

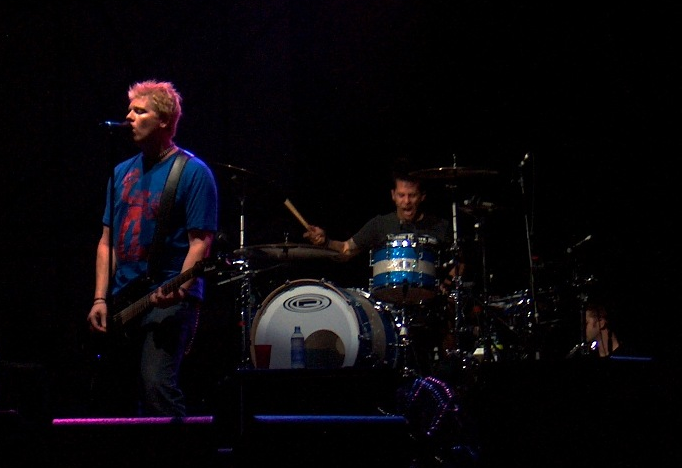
Dexter Holland e Atom Willard al Rock In Idro, Milano 2005

Circa un anno e mezzo dopo la pubblicazione di Ixnay on the Hombre, gli Offspring realizzarono Americana (che vendette circa 11 milioni di copie), album ritenuto maggiormente pop punk, commerciale ed orecchiabile rispetto a quelli precedenti.
Infatti Americana secondo alcune recensioni ha portato il suono della band
I quattro singoli estratti da questo album, Pretty Fly (for a White Guy), Why Don't You Get a Job?, The Kids Aren't Alright, e She's Got Issues, riscossero un grande successo sulle radio e su MTV, suscitando alcune critiche di "troppa commercialità" da parte di molti fan di vecchia data, che si sentirono come "traditi" da una svolta così radicale. Tuttavia l'album ricevette anche critiche positive ed è stato inserito, al 20º posto, nella classifica dei 50 migliori album punk di sempre secondo la rivista Kerrang!. Vennero premiati con l'MTV Europe Music Awards nell'edizione a Dublino del 1999 (nella quale si esibirono suonando The Kids Aren't Alright) come migliori artisti rock ed è in questo periodo che arrivarono al momento di maggior successo commerciale della loro carriera. Periodo che si concretizzerà sia attraverso una grande esibizione al festival di Woodstock del 1999, svoltosi a Roma, New York (dove Dexter fece a pezzi dei manichini raffiguranti i Backstreet Boys), sia nell'apparizione nel film horror Giovani diavoli, dove eseguiranno Beheaded 1999, remix melodic hardcore della canzone del primo album, ed I Wanna Be Sedated, cover dei Ramones, che verrà poi inclusa su richiesta di Johnny Ramone nell'album tributo ai Ramones We're a Happy Family.
Nel novembre del 2000, dopo aver passato molto tempo in tour, la band pubblicò un altro album: Conspiracy of One. Il gruppo passò molti mesi a spiegare tramite il loro sito web che questo album si sarebbe avvicinato al loro lavoro del 1992, Ignition, con sonorità simili, anche se in realtà il risultato si è rivelato essere diverso. L'album presenta varie connotazioni pop punk ed è stato ritenuto abbastanza simile ad Americana, anche se le opinioni sono contrastanti. All Music Guide e Rolling Stone hanno descritto l'album come
Altre recensioni invece hanno descritto l'album diversamente:
Inoltre l'intenzione originaria del gruppo era quella di rendere disponibile gratuitamente l'album su Internet, per manifestare il supporto della band al download di brani musicali sul web, e di regalare un milione di dollari a un fan estratto a caso fra tutti quelli che avevano scaricato l'album. Tuttavia sotto la minaccia di azioni legali da parte della Columbia attraverso la loro società madre Sony, solo il primo singolo, Original Prankster, venne pubblicato gratuitamente sul sito ufficiale della band. Conspiracy of One diventò disco di platino e d'oro e raggiunse la posizione numero 9 nella classifica Billboard 200. Il secondo singolo estratto fu Want You Bad ed il terzo ed ultimo fu Million Miles Away.

### L'abbandono di Ron Welty eSplinter(2003-2004)

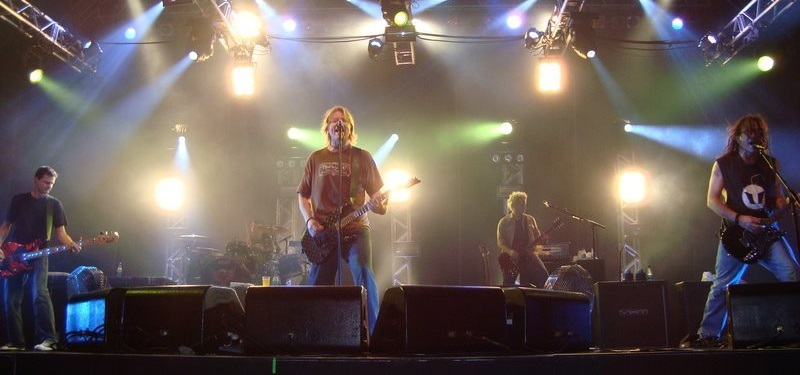
Il gruppo in concerto a Fortaleza, Brasile, nel 2008

In seguito alla pubblicazione di Conspiracy of One, nel 2003 il batterista Ron Welty abbandonò la band per dedicarsi a un progetto parallelo, gli Steady Ground, band nella quale, parallelamente agli Offspring, già da tempo suonava la batteria ed era co-produttore. La band e lo stesso batterista non fornirono molti particolari su questa defezione, ma molti ipotizzarono fosse dovuta al fatto che Welty non fosse contento della direzione che stava prendendo la band, indirizzata sempre più verso vari elementi pop punk, anche dopo la recente uscita di Conspiracy of One e che quindi avesse deciso di focalizzarsi solo sugli Steady Ground. Noodles a proposito disse:
(Noodles)

Dopo altri tre anni di mancanza di produzione di materiale in studio, l'attesa per un nuovo album degli Offspring era alta. Nel frattempo realizzarono per la colonna sonora del film Orange County, il pezzo Defy You, pubblicato anche come singolo. La canzone fu ben accolta dai fan, i quali speravano che la band si stesse allontanando dal genere pop punk, che aveva mostrato negli ultimi lavori. Nel 2003 gli Offspring pubblicarono l'album Splinter, sul cui titolo si ebbe un'accesa "querelle" tra la band e Axl Rose dei Guns N' Roses. Il primo titolo dell'album doveva essere infatti Chinese Democrazy: You Snooze, You Lose, come il disco che i Guns N' Roses da anni dicevano di dover pubblicare, ma che fino al 2008 non vedrà luce. Dexter motivò la scelta dell'uso di questo titolo nell'aprile del 2002, criticando il look mostrato da Axl durante l'MTV Video Music Awards dello stesso anno: 
(Dexter Holland)
Axl Rose però era in procinto di far emettere nei confronti degli Offspring, tramite i suoi legali, un'ordinanza nella quale veniva intimato alla band di desistere dal voler utilizzare Chinese Democracy, o sue varianti, come titolo dell'album.
Di conseguenza il gruppo, per timore che l'album avesse dei ritardi nella pubblicazione, decise di cambiarne il titolo in Splinter.
Dexter Holland ha però successivamente rivelato, nel 2009, che la band non intendeva seriamente "rubare" il titolo ai Guns N' Roses ma semplicemente far loro uno scherzo, il quale è andato oltre a quello che ci si aspettava.
Splinter (con le parti di batteria registrate in studio da Josh Freese) riportò il suono della band alle sue origini punk melodiche, un punk veloce ed arrabbiato con punte di hardcore e metal. La voce di Dexter venne descritta come piena d'energia ed i riff di chitarra di Noodles come impressionanti. L'album tuttavia venne criticato per la sua eccessiva brevità e finì per essere considerato come un'occasione sprecata.
Dall'album vennero tratti i singoli Hit That, (Can't Get My) Head Around You e Spare Me the Details, mentre venne prodotto un video per la traccia Da Hui, in cui si vedono Dexter e Noodles che "tentano" di praticare il surf alle Hawaii, ma con scarsi risultati. Hit That (che narra del non dar importanza alle conseguenze che possono derivare dalla promiscuità sessuale) ottenne un discreto successo su MTV e raggiunse inoltre la prima posizione della Alternative Airplay, ma allo stesso tempo provocò alcune critiche da parte dei fan di vecchia data per l'utilizzo dei sintetizzatori nel brano, per la prima volta nella storia del gruppo. L'album vendette in totale 1,5 milioni di copie, raggiungendo la certificazione d'oro.
Sempre nel 2004 la band partecipò alla compilation Rock Against Bush, Vol. 1 con la canzone Baghdad. Rock Against Bush, Vol. 1 è una compilation prodotta dalla Fat Wreck Chords a cui hanno collaborato numerosi artisti punk che hanno voluto esprimere una forte critica verso le elezioni presidenziali statunitensi del 2004 e le politiche governative dell'ex presidente George W. Bush, il quale viene definito "The Bad President".
Dexter Holland durante l'anno ha anche realizzato uno dei suoi sogni: un viaggio in solitaria di nove giorni con il suo aereo intorno al mondo.

### Greatest Hits(2005-2007)

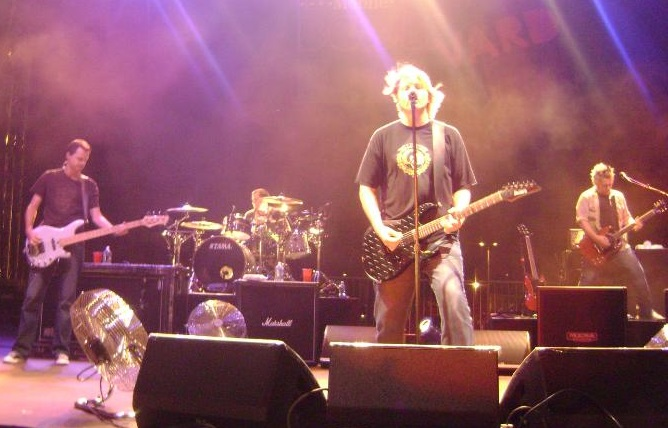
Dexter, Greg K., Pete e Freeman in concerto insieme a Noodles a Charlotte

Dopo il tour per la promozione di Splinter, che li portò in giro per tutto il mondo, gli Offspring nel giugno del 2005 pubblicarono un Greatest Hits (che ha ottenuto buone vendite, raggiungendo la posizione numero 8 nella Billboard 200) sia in CD sia in versione DualDisc (con la parte DVD che presenta le tracce in formato 5.1 ed un commento di Noodles e Dexter sulle canzoni), a cui venne poi affiancato il mese successivo il DVD intitolato Complete Music Video Collection, il quale contiene sia la videografia completa della band sia una descrizione su ogni video fatta sempre da Dexter e Noodles. Il Greatest Hits contiene 14 hits della band, tra cui la nuova Can't Repeat ed i remix di The Kids Aren't Alright e Next to You, canzone scritta e cantata per la prima volta dai Police, pubblicata sia all'interno del disco come traccia fantasma alla fine del brano (Can't Get My) Head Around You sia come singolo.
Le canzoni vennero scelte tra il periodo 1994-2003, lasciando fuori solo il materiale più vecchio. Complete Music Video Collection contiene inoltre come bonus track una versione live del 1993 a Londra del pezzo Dirty Magic di Ignition ed anche alcuni video molto rari dei primi anni ottanta in cui s'intravedono dei giovani Greg K. e Dexter. Come per il Greatest Hits, anche questa raccolta della band raggiunse buone vendite, ottenendo la certificazione di disco d'oro.
Nell'estate del 2005 il gruppo ha partecipato al Vans Warped Tour per la prima volta, con varie date attraverso il Nord America. Successivamente a questa prima parte del tour promozionale del Greatest Hits il complesso ha effettuato anche alcune date europee ed in Giappone, dove ha riscosso molto successo.
Sempre durante l'anno gli Offspring hanno suonato anche nello storico club newyorkese CBGB per cercare di aiutare il proprietario Hilly Kristal nell'affrontare un aumento vertiginoso del canone di locazione del locale, arrivato ad oltre 19.000 $ al mese. Ma non si è rilevato sufficiente. Dopo la morte di Kristal avvenuta nel 2007, il locale ha dovuto chiudere ed è stato recentemente acquistato dall'imprenditore John Varvatos, il quale l'ha trasformato in un negozio d'abbigliamento.
Alla fine del tour mondiale la band si prese un periodo di riposo per poter scrivere e lavorare sulle tracce del successivo album. Durante questo periodo di pausa, nel 2006, Atom Willard venne contattato da Tom DeLonge, ex chitarrista dei blink-182, per cercare di coinvolgerlo nella sua nuova band, gli Angels & Airwaves. Willard accettò e pochi mesi dopo lasciò gli Offspring.
L'anno successivo, inoltre, Dexter ha partecipato al documentario Punk's Not Dead, realizzato in occasione del trentesimo anniversario dalla nascita del genere musicale punk, concedendo un'intervista.

### Il cambio di batteristi,Rise and Fall, Rage and Grace(2007-2009)

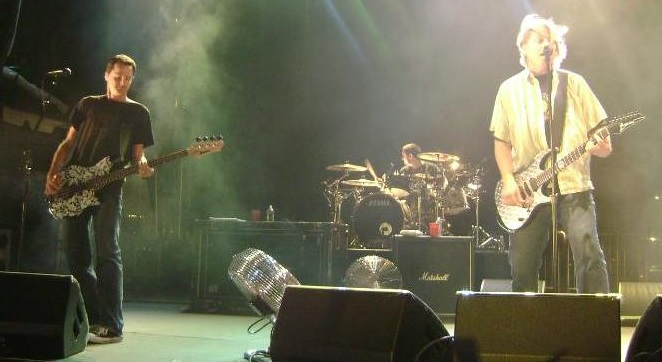
In concerto a Charlotte

Il gruppo ha iniziato a scrivere i pezzi per il nuovo album a partire dal 16 novembre 2006 con il produttore Bob Rock.
Nel luglio del 2007 Dexter Holland ha annunciato che la band aveva finito altre due canzoni, che l'album verrà registrato in parte alle Hawaii ed in parte ad Orange County, in California.
Dal 27 luglio 2007 il complesso ha un nuovo batterista, che sostituisce Atom Willard per i concerti live: Pete Parada. Pete ha iniziato a suonare per gli Offspring da agosto, al Summer Sonic Festival in Giappone.
Nel settembre del 2007 la band ha messo una videocamera nello studio di registrazione, collegata al forum ufficiale, la quale, ad intervalli di 30 secondi, mostrava lo studio con la presenza dei produttori e dei membri del gruppo.
A partire dall'8 novembre 2007 sul canale YouTube ufficiale della band sono stati postati due video che mostrano il gruppo suonare in studio alcune canzoni del nuovo album.
Durante la Vigilia di Natale del 2007, Dexter Holland sull'avanzamento del nuovo album scrisse nel diario del sito ufficiale:
(Dexter Holland)

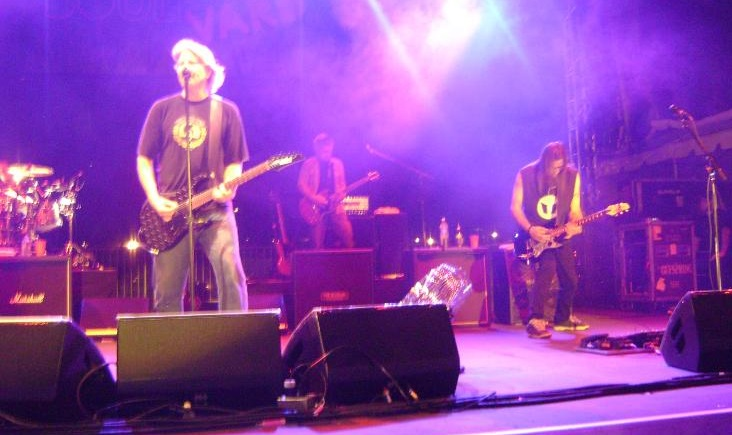
Dexter Holland, Andrew Freeman e Noodles in concerto con il gruppo a Charlotte

L'incisione del disco è stata relativamente rapida ed il 9 aprile il gruppo, attraverso il sito web ha annunciato il titolo del nuovo album: Rise and Fall, Rage and Grace, che è stato messo in commercio a partire dal 17 giugno 2008 e per il quale le basi per la batteria sono state registrate da Josh Freese.
Il primo singolo, Hammerhead, è stato distribuito a partire dal 6 maggio 2008 nelle radio.
Hammerhead è stato disponibile gratis per il download in formato MP3 sul sito web della band per vari mesi, seguendo la stessa modalità già effettuata per far conoscere al pubblico un singolo precedente, Original Prankster. La canzone (che narra delle sparatorie che avvengono negli istituti scolastici) è considerata sia come quella dell'album con le parole più forti sia come una delle migliori dello stesso disco, grazie soprattutto allo stile veloce di batteria adottato ed alla voce di Dexter, sorprendentemente fresca.
Il tour promozionale è iniziato il 16 maggio con uno show al festival californiano X-Fest. Il 28 maggio è stato annunciato sul sito web della band che inizialmente nel tour mondiale come bassista ci sarà Scott Shiflett, basso della band punk Face to Face, perché Greg K. è diventato papà per la quarta volta ed è stato impegnato a casa. Kriesel è ritornato a suonare da metà giugno.
Sempre nel 2008, Chris "X-13" Higgins ha lasciato la band perché stanco dei continui tour. Al suo posto come terzo chitarrista è stato reclutato Warren Fitzgerald, dei The Vandals, il quale ha suonato in tour solamente fino al 26 agosto 2008, quando è stato sostituito da Andrew Freeman.
L'Epitaph ha inoltre pubblicato il 17 giugno 2008 una ristampa rimasterizzata di Ignition e di Smash, quest'ultimo con un nuovo libretto composto di 24 pagine.
A Dexter tuttavia non è piaciuta molto questa mossa dell'Epitaph:
(Dexter Holland)
Rise and Fall, Rage and Grace ha prodotto reazioni contrastanti: mentre All Music Guide ha comparato Fix You all'omonimo brano dei Coldplay, assegnando un punteggio di 2 su 5 all'album, considerandolo troppo "tranquillo", Kerrang! ha attribuito un voto di 4 su 5, affermando che Rise and Fall, Rage and Grace è un'ottima riconferma.
Dexter ha risposto a queste critiche attraverso un'intervista al Los Angeles Times:
(Dexter Holland)
Ha inoltre aggiunto sia nell'intervista al Los Angeles Times sia in un'altra a MusiquePlus:
(Dexter Holland)
Il secondo singolo, You're Gonna Go Far, Kid, narra dei disturbi comportamentali di un ragazzo delle scuole secondarie di secondo grado. Ha ottenuto un forte successo, raggiungendo la vetta della Alternative Airplay (mantenendola poi per 11 settimane), posizione che non si vedeva dal 2004, raggiunta grazie alla canzone Hit That. Il 17 ottobre 2008 è stato pubblicato un video diretto da Chris Hopewell fatto per larga parte in grafica computerizzata, come già visto per Hammerhead.
Successivamente la band ha realizzato un ulteriore video musicale, per il terzo singolo estratto, Kristy, Are You Doing Okay?, che racconta di una storia di abusi infantili accaduta veramente a una bambina, amica d'infanzia di Dexter. Diretto da Lex Halaby e pubblicato il 2 febbraio 2009 su AOL mostra un punto di rottura rispetto agli altri due pubblicati per i precedenti singoli dell'album, perché mostra almeno un membro della band in carne ed ossa: Dexter Holland è infatti presente a cantare ed a suonare con una chitarra la canzone. Nel video si vede il diario di Kristy nel quale lei stessa ha scritto di un evento traumatico. Un ragazzo nota questo ed inizia a sospettare che le sia successo qualcosa di spiacevole, ma non essendone certo non se la sente di parlare con lei e la lascia sola.
Durante marzo il gruppo ha reso noto sul sito web il tour Shit Is Fucked Up, il quale si svolgerà inizialmente negli USA da maggio a luglio come headliner, dopo oltre quattro anni dall'ultima volta, e poi successivamente in Europa con varie date per il continente tra cui l'Italia. Andrew Freeman è stato a partire da questo tour sostituito da Todd Morse degli H2O. Il 12 maggio la band ha pubblicato un altro singolo da Rise and Fall, Rage and Grace, Half-Truism.

### Days Go By(2009-2012)
In un'intervista rilasciata per la radio canadese X92.9 nel giugno del 2009 Noodles ha dichiarato che Dexter è stato impegnato alle Hawaii a lavorare con Bob Rock per quello che sarà il nono album. Dexter stesso per la rivista Rolling Stone ha spiegato che intende pubblicarlo nel 2010, impiegandoci meno tempo rispetto alla creazione di Rise and Fall, Rage and Grace anche se successivamente non è successo. Inizialmente è stata confermata inoltre l'intenzione del gruppo di pubblicare l'album con il batterista Pete Parada per le registrazioni in studio, ma successivamente Josh Freese ha reso noto sul suo sito web che ha partecipato anche lui alle registrazioni.

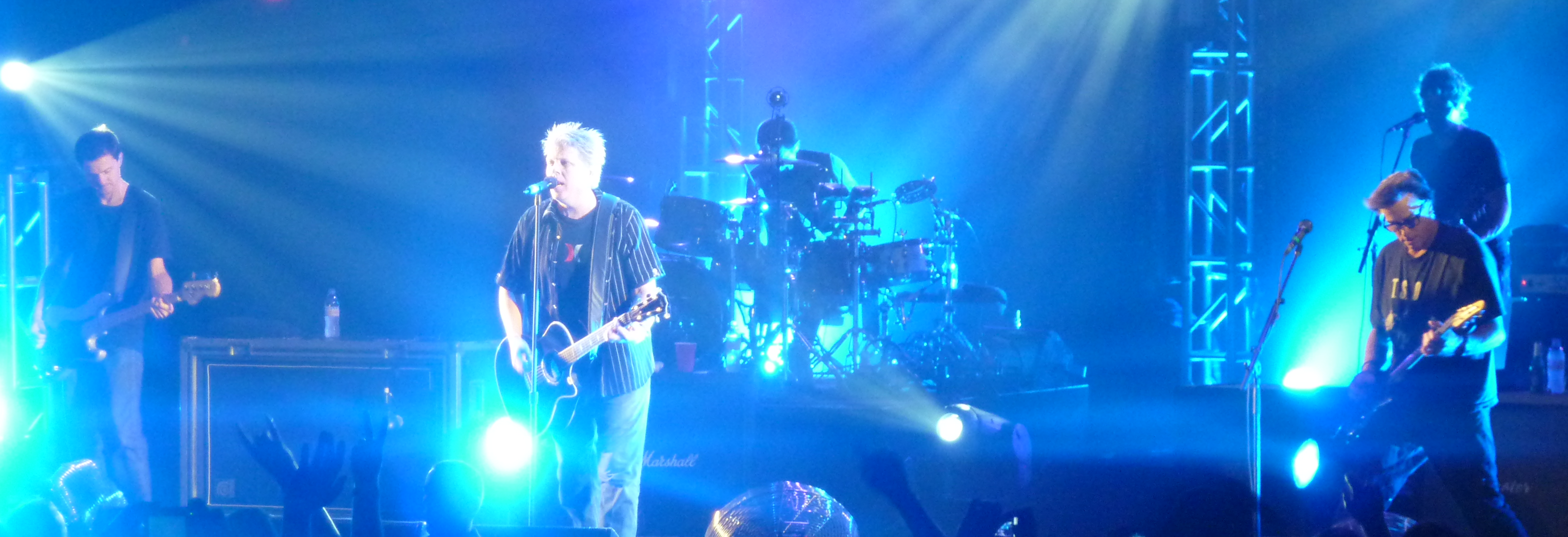
Il gruppo in concerto in Inghilterra nel 2009.

Dal 18 febbraio 2010 è stato disponibile uno streaming tramite webcam dallo studio di registrazione.
Durante luglio hanno partecipato all'Unity Tour 2010 insieme ai 311, il quale ha fermato momentaneamente il lavoro sul nuovo album, che è ripreso poi al termine. Secondo quanto ha dichiarato Greg Kriesel, quest'ultimo tour potrebbe far subire ritardi per l'uscita del disco rispetto a quanto pianificato, come poi si è verificato.
Nell'estate 2011 il gruppo è stato in tournée in Europa sempre con Todd Morse come terza chitarra per poi effettuare alcuni show nei primi mesi del 2012 in Giappone.
Nel marzo del 2012 il frontman Dexter Holland ha dichiarato via Twitter che il nono album studio è completo.
Il 23 aprile è stato rivelato il nome dell'album, Days Go By, che è stato messo in commercio il 26 giugno.
Il disco vede per la prima volta sia Pete Parada suonare per una parte delle registrazioni in studio della batteria con gli Offspring (sempre in partecipazione con Josh Freese), sia Todd Morse, il quale ha effettuato dei cori. Noodles e Dexter Holland hanno successivamente rilasciato delle interviste tramite quattro video pubblicati sul canale ufficiale di YouTube del gruppo dove hanno risposto ad alcune domande dei fan inerenti al disco.
Tre giorni dopo, il 26 aprile, la band ha pubblicato il primo singolo tratto dall'album, la canzone omonima Days Go By (la quale narra dell'affrontare sempre la vita anche se sembra che tutto ti sia contro, non necessariamente facendo una rivoluzione, ma entrando nello spirito che le cose possano andare meglio) in USA, Canada, Germania, Austria e Svizzera, mentre in tutto il mondo, il 30 aprile, è stato distribuito come singolo Cruising California (Bumpin' in My Trunk). L'11 settembre viene pubblicato il terzo singolo Turning into You.
Days Go By ha ottenuto giudizi diversi: AllMusic ha dato all'album due stelle e mezzo su una scala di cinque, indicando che l'album è più che altro per dei fan che conoscono già il gruppo e non per chi li ascolta per la prima volta, ed è stato criticato anche per la mancanza di "novità".
Altre recensioni, invece, sono state generalmente positive, indicandolo come un album "classico" degli Offspring, composto sia da un pizzico di ballate come già sono state presenti nelle loro ultime produzioni sia da incursioni di punk che si adattano bene nel disco.

### La lunga pausa discografica e l'abbandono di Greg K (2013-2020)
Dopo Days Go By, gli Offspring si sono concessi una lunga pausa discografica, inframezzata soltanto dall'uscita di tre singoli inediti: il 30 gennaio 2015 Coming for You, accompagnato nel mese di marzo dal relativo videoclip e nominato sigla ufficiale dell'Elimination Chamber (2015), il 27 luglio 2016 Sharknado, apparso nella colonna sonora del film TV Sharknado 4: si tratta di una cover del brano Gigantor dei The Dickies, ma con un testo completamente riscritto per l'occasione, e infine il 5 novembre 2020 Christmas (Baby Please Come Home), cover del celebre brano natalizio di Darlene Love.
Nell'agosto 2019 lo storico bassista Greg K intenta una causa contro i suoi compagni Dexter Holland e Noodles, rei secondo lui di aver escogitato un piano nel novembre del 2018 per cacciarlo dalla band senza un equo compenso. I due per tutta risposta hanno invece affermato che le accuse sono totalmente prive di fondamento, e di essersi solo limitati di chiedere a Kriesel di lasciare la band (con sua risposta affermativa) dopo il sorgere di divergenze artistiche sulla futura direzione che avrebbe intrapreso il gruppo, e di aver tentato di negoziare con lui la sua parte di compensi. Dal 2019 il suo posto al basso è stato preso da Todd Morse, già turnista degli Offspring dal 2009.

### Let the Bad Times Rolle il licenziamento di Pete Parada (2021-2023)
Il 24 febbraio 2021 arriva l'annuncio ufficiale, a nove anni di distanza dal precedente Days Go By, dell'uscita del decimo album in studio della band californiana, il primo registrato senza un bassista ufficiale dopo l'abbandono di Greg K: le parti di basso vengono infatti composte da Dexter Holland. Il suo titolo è Let the Bad Times Roll e viene pubblicato il 16 aprile, prodotto nuovamente da Bob Rock. L'album viene anticipato dal singolo omonimo e contiene 12 tracce, tra le quali è presente anche Coming for You, il singolo uscito nel 2015. Il 7 aprile esce un altro nuovo singolo, dal titolo We Never Have Sex Anymore.
Il 3 agosto giunge la notizia del licenziamento del batterista Pete Parada in quanto impossibilitato a vaccinarsi contro il SARS-CoV-2. Essendo affetto sin da bambino dalla sindrome di Guillain-Barré, dopo un consulto medico gli è stato sconsigliato di ricevere anche una sola dose del vaccino in quanto i rischi supererebbero i benefici.
L'11 novembre 2022, come già successo due anni prima, gli Offspring pubblicano il singolo intitolato Bells Will Be Ringing (Please Come Home for Christmas), cover del brano natalizio Please Come Home for Christmas di Charles Brown.
Il 13 maggio 2023 la band annuncia il nuovo batterista ufficiale Brandon Pertzborn, ex membro di Suicidal Tendencies e Marilyn Manson.

### Supercharged(2024-presente)
Il 7 giugno 2024 gli Offspring annunciano l'uscita dell'undicesimo album in studio, intitolato Supercharged, prevista per l'11 ottobre. Contemporaneamente viene pubblicato anche il primo singolo Make It All Right. Il 2 agosto viene pubblicato un secondo brano intitolato Light It Up. Il 13 settembre è la volta di un terzo brano, dal titolo Come to Brazil.

## Stile ed influenze
Gli Offspring tra i loro ispiratori citano Agent Orange, Black Flag, Darby Crash, Dead Kennedys, Circle Jerks, D.I., Clash, Descendents, Ramones, Social Distortion, Sex Pistols, T.S.O.L., Vandals, Dickies, The Germs ed Adolescents.
A riguardo dell'influenza avuta dai T.S.O.L., Dexter ha affermato:
(Dexter Holland)
Il loro successo, a partire in particolar modo da Smash, così come i quasi contemporanei exploit di vendite a partire dagli anni novanta di altri gruppi melodic hardcore punk e pop punk, in particolare i Green Day, ha consentito una maggiore attenzione mediatica verso il genere, permettendo ad altri gruppi, come i Rancid, i Pennywise, i Pansy Division, i blink-182 ed i Bad Religion, precedentemente non considerati dai media, così come l'intera terza ondata dello ska, l'ottenimento di un discreto successo. Tra i gruppi maggiormente influenzati dagli Offspring sono da citare Teeth, Steriogram, Dietrich Kammer, At the Spine, The Naked Apes, Valvomo e The Protocol.
Fin dal primo album-studio, The Offspring, del 1989, lo stile musicale della band è chiaro: chitarre potenti, avvolte da occasionali riff surf ed un timbro vocale alto, tra l'urlato ed il cantato, con una base melodica. Smash si differenzia dall'intera produzione musicale del gruppo in quanto presenta riff pesanti, come quelli dei Metallica, e lenti tempi hardcore.

## Formazione

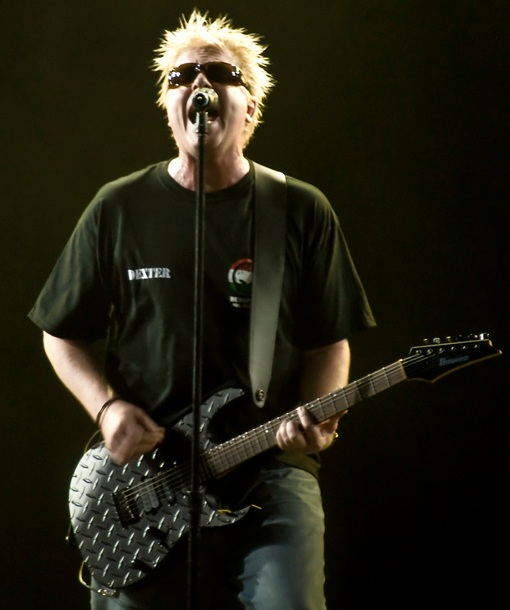
Dexter Holland.

### Formazione attuale
- Dexter Holland – voce, chitarra ritmica, piano (1984-presente)
- Noodles – chitarra solista, cori (1985-presente)
- Todd Morse – basso, cori (2019-presente)
- Brandon Pertzborn – batteria (2023-presente)

### Turnisti
- Josh Freese – batteria (2003[4][141]-presente[229]) (in studio di registrazione), (2021-2023) (in tour)
- Todd Morse – chitarra, cori (2009-2019)
- Jonah Nimoy – chitarra, tastiera, cori (2017, 2019-presente)
- Tony Kanal – basso (2018-2019) (nel tour giapponese 2018 e nel tour australiano 2019)

### Ex componenti
- Greg Kriesel – basso, cori (1984-2018[276])
- Doug Thompson – voce (1984)
- Jim Benton – batteria (1984-1985)
- James Lilja – batteria (1985-1987)
- Ron Welty – batteria (1987[6][12][25][53][54][59][67]-2003[37])
- Chris Higgins – voce d'accompagnamento, chitarra, tastiera, percussioni e maracas (1994[62]-2008[91][92])
- Atom Willard – batteria (2003[38]-2007[44])
- Pete Parada – batteria, percussioni (2007-2021[50])
- Scott Shiflett – basso e voce d'accompagnamento (2008) (28 maggio-giugno[190])
- Warren Fitzgerald – chitarra e voce d'accompagnamento (2008[91][193]) (prima parte del tour di Rise and Fall, Rage and Grace: 30 maggio[91]-26 agosto[193])
- Andrew Freeman – chitarra e voce d'accompagnamento (2008-2009) (dal 26 agosto 2008[193] all'inizio del Shit Is Fucked Up Tour[217][218][219])

### Cronologia
| Anno formazione e album | Membri e strumenti | Note |
| ----------------------- | --- | --- |
| 1984-1985               | - Doug Thompson - voce - Dexter Holland - chitarra - Greg K - basso - Jim Benton - batteria | - Prima formazione. - La band era conosciuta come Manic Subsidal nel 1984. - Con questa formazione pubblicarono solo una canzone, Hopeless, contenuta nella compilation We Got Power, Vol. 2: Party Animal del 1984. - Doug Thompson ha lasciato il gruppo un mese dopo la pubblicazione di We Got Power, Vol. 2: Party Animal. |
| 1985-1987               | - Dexter Holland - voce e chitarra - Noodles - chitarra - Greg K - basso - James Lilja - batteria | - Prima formazione come The Offspring. - Nel 1985 è entrato nel gruppo Noodles, mentre Jim Benton è sostituito da James Lilja. - Lilja non è mai apparso in nessun album della band ma ha contribuito a scrivere la canzone Beheaded, apparsa in The Offspring. |
| 1987-2003               | - Dexter Holland - voce e chitarra - Noodles - chitarra e voce d'accompagnamento - Greg K - basso e voce d'accompagnamento - Chris "X-13" Higgins - voce, chitarra, tastiera, percussioni e maracas - Ron Welty - batteria | - Questa è la formazione "classica" degli Offspring. - Ron Welty è entrato nel gruppo nel 1987. - Chris "X-13" Higgins ha iniziato a lavorare con il gruppo a partire dalla realizzazione del video di Come Out and Play, nel 1994. |
| 2003                    | - Dexter Holland - voce e chitarra - Noodles - chitarra e voce d'accompagnamento - Greg K - basso e voce d'accompagnamento - Chris "X-13" Higgins - voce, chitarra, tastiera, percussioni e maracas - Josh Freese - batteria | - Josh Freese ha suonato le parti di batteria di Splinter mentre la band cercava un sostituto per Ron Welty, che lasciò il gruppo per gli Steady Ground. |
| 2003-2007               | - Dexter Holland - voce e chitarra - Noodles - chitarra e voce d'accompagnamento - Greg K - basso e voce d'accompagnamento - Chris "X-13" Higgins - voce, chitarra, tastiera, percussioni e maracas - Atom Willard - batteria | |
| 2007-2018               | - Dexter Holland - voce e chitarra - Noodles - chitarra e voce d'accompagnamento - Greg K - basso e voce d'accompagnamento - Chris "X-13" Higgins - voce, chitarra, tastiera, percussioni e maracas - Pete Parada - batteria - Josh Freese - batteria - Todd Morse - chitarra e voce d'accompagnamento - Andrew Freeman - chitarra e voce d'accompagnamento (dal 26 agosto 2008 fino all'inizio del Shit Is Fucked Up Tour) - Warren Fitzgerald - chitarra e voce d'accompagnamento (30 maggio - 26 agosto 2008) - Scott Shiflett - basso e voce d'accompagnamento (28 maggio - giugno 2008) - Jonah Nimoy - chitarra, tastiera e voce d'accompagnamento (tour estivo 2017) | - Atom Willard ha lasciato il gruppo nel 2007 per gli Angels & Airwaves. - Josh Freese ha suonato le basi della batteria in studio per gli album Rise and Fall, Rage and Grace e Days Go By, mentre Pete Parada inizialmente si è limitato a suonare col gruppo nei tour, successivamente ha partecipato insieme a Freese alla realizzazione di Days Go By. - Chris "X-13" Higgins ha lasciato la band nel 2008 perché stanco dei continui tour. - Scott Shiflett ha sostituito Greg K nei mesi di maggio e giugno del 2008 perché Greg è diventato papà per la 4ª volta. - Dal 30 maggio 2008 fino al 26 agosto Warren Fitzgerald ha sostituito Higgins come terza chitarra nei tour. - Dal 26 agosto 2008 Andrew Freeman supporta la band nel tour di Rise and Fall, Rage and Grace al posto di Fitzgerald. - Dall'inizio del Shit Is Fucked Up Tour Freeman è stato sostituito da Todd Morse. - Nel 2017 Jonah Nimoy ha sostituito Noodles nel tour estivo. |
| 2018-2019               | - Dexter Holland - voce e chitarra - Noodles - chitarra e voce d'accompagnamento - Pete Parada - batteria - Tony Kanal - basso - Todd Morse - chitarra e voce d'accompagnamento | - Tony Kanal ha sostituito Greg K nei tour dopo la sua uscita dal gruppo. |
| 2019-2021               | - Dexter Holland - voce e chitarra - Noodles - chitarra e voce d'accompagnamento - Todd Morse - basso e voce d'accompagnamento - Pete Parada - batteria - Jonah Nimoy - chitarra, tastiera e voce d'accompagnamento | - Todd Morse ha sostituito definitivamente Greg K al basso. |
| 2021-2023               | - Dexter Holland - voce e chitarra - Noodles - chitarra e voce d'accompagnamento - Todd Morse - basso e voce d'accompagnamento - Jonah Nimoy - chitarra, tastiera e voce d'accompagnamento - Josh Freese - batteria | - Pete Parada è stato licenziato dal gruppo perché impossibilitato a vaccinarsi contro il SARS-CoV-2. |
| 2023-presente           | - Dexter Holland - voce e chitarra - Noodles - chitarra e voce d'accompagnamento - Todd Morse - basso e voce d'accompagnamento - Jonah Nimoy - chitarra, tastiera e voce d'accompagnamento - Brandon Pertzborn - batteria | |

## Discografia

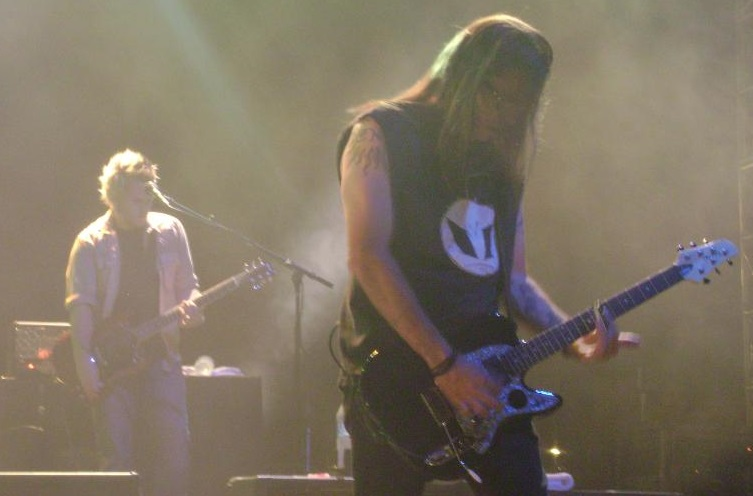
Noodles ed Andrew Freeman.

### Album in studio[118][278]
- 1989 – The Offspring (Nemesis/Nitro)
- 1992 – Ignition (Epitaph)
- 1994 – Smash (Epitaph)
- 1997 – Ixnay on the Hombre (Columbia[112]/Epitaph[112])
- 1998 – Americana (Columbia)
- 2000 – Conspiracy of One (Columbia)
- 2003 – Splinter (Columbia)
- 2008 – Rise and Fall, Rage and Grace (Columbia)
- 2012 – Days Go By (Columbia)
- 2021 – Let the Bad Times Roll (Concord)
- 2024 – Supercharged (Concord)

### Raccolte
- 1999 – The Offspring Collection (Epitaph)
- 2005 – Greatest Hits (Columbia)
- 2010 – Happy Hour! (Columbia)